# Munții Suhard

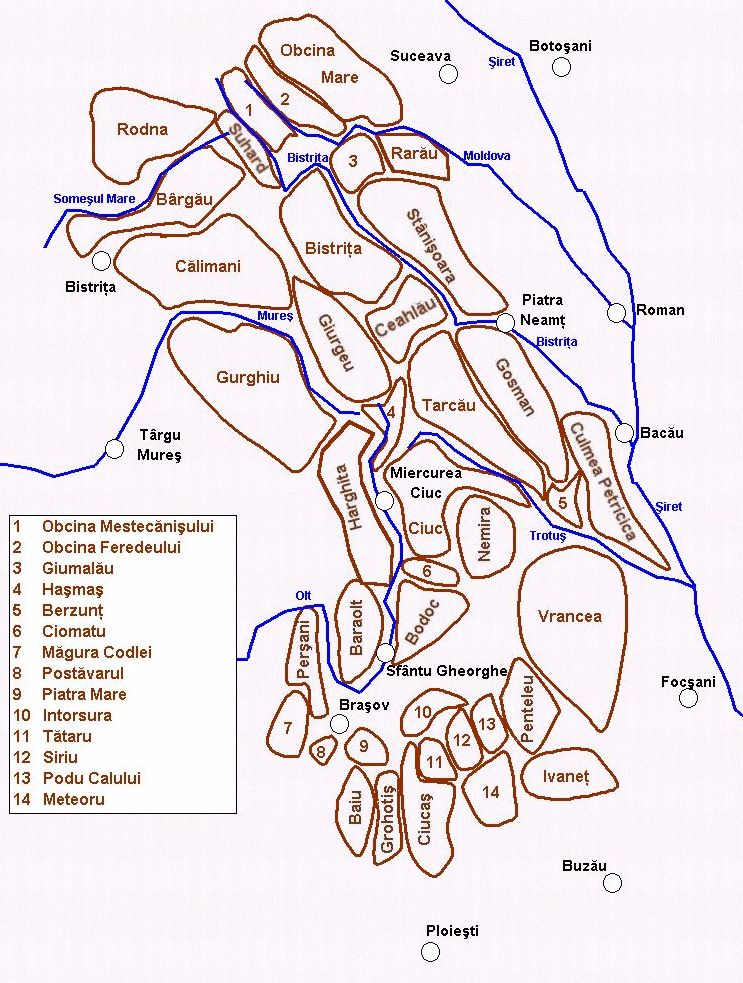
Poziția Munților Suhard în cadrul Carpaților Orientali

Munții Suhard  sunt o grupă muntoasă a Carpaților Maramureșului și Bucovinei, aparținând de lanțul muntos al Carpaților Orientali. Cel mai înalt pisc este Vârful Omu, având 1932 m. 

## Vezi și
- Carpații Maramureșului și Bucovinei
- Munții Carpați
- Lista munților din România
- Lista grupelor muntoase din Carpații Orientali
- Carpații Meridionali
- Lista grupelor muntoase din Carpații Meridionali
- Carpații Occidentali
- Lista grupelor muntoase din Carpații Occidentali
- Munții Dobrogei